# Ålstensskogen

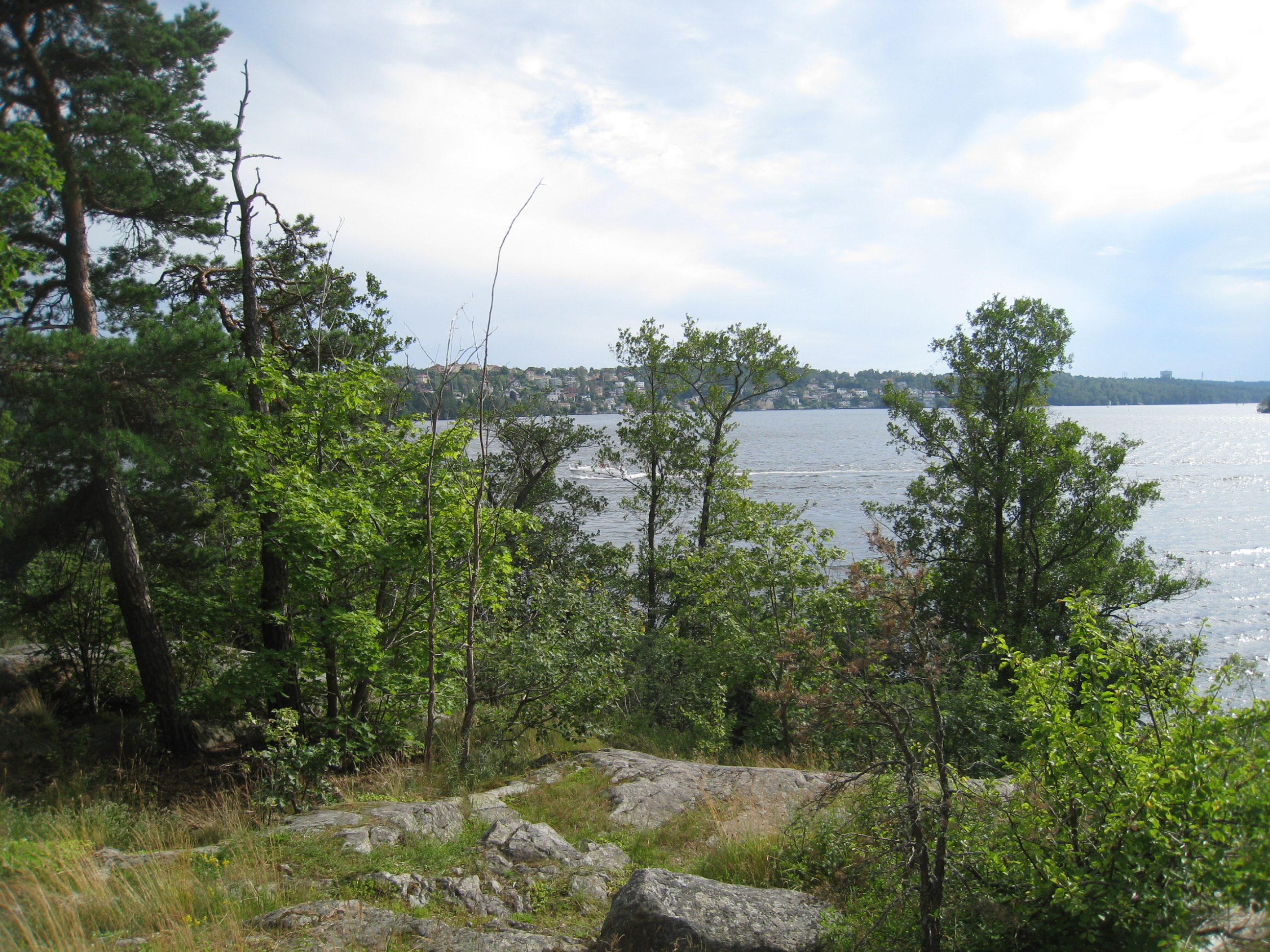
Vy från Ålstensskogen över Mälaren. I bakgrunden syns Ekensberg.

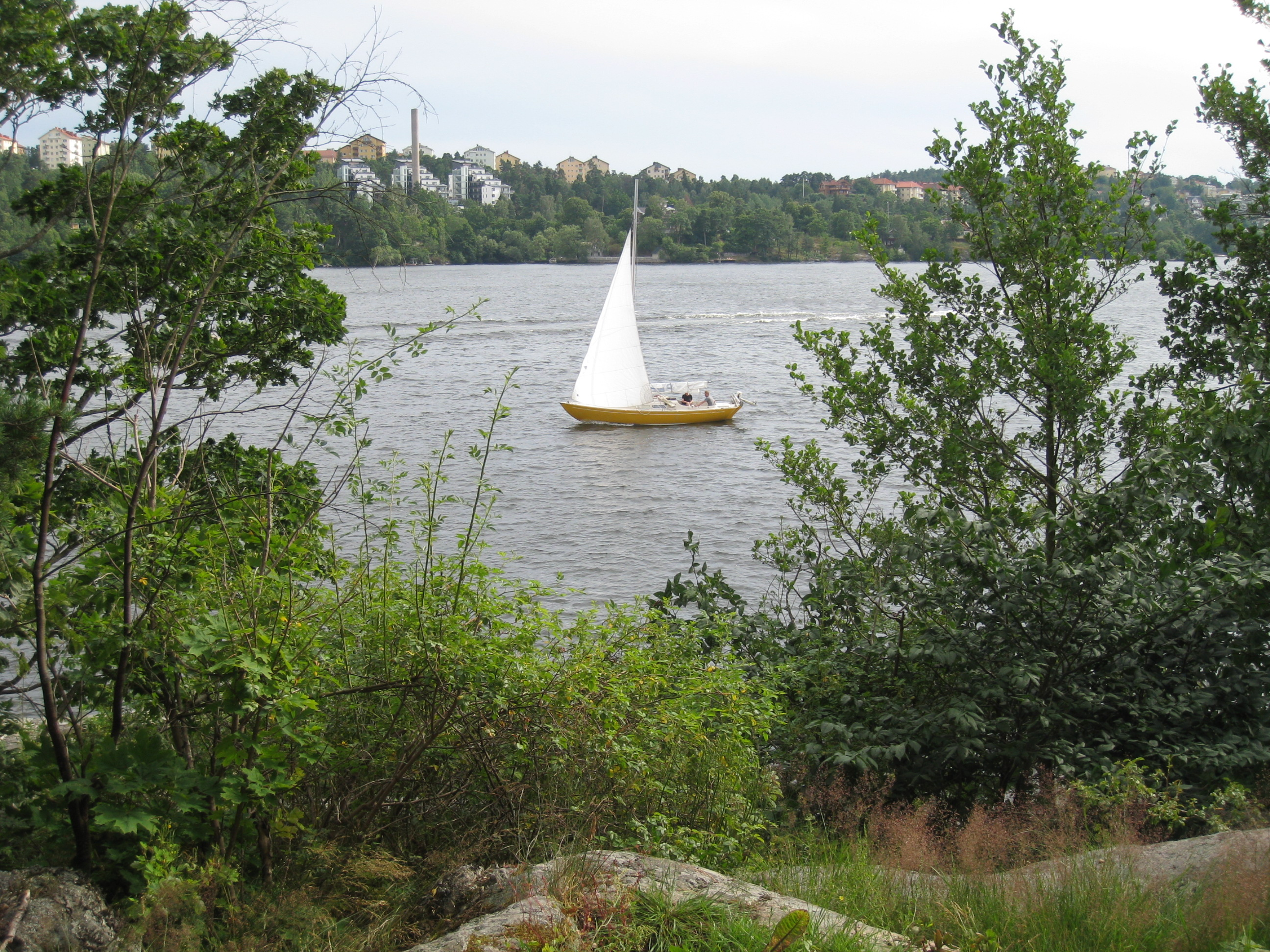
Vy över Mälaren från 2012.

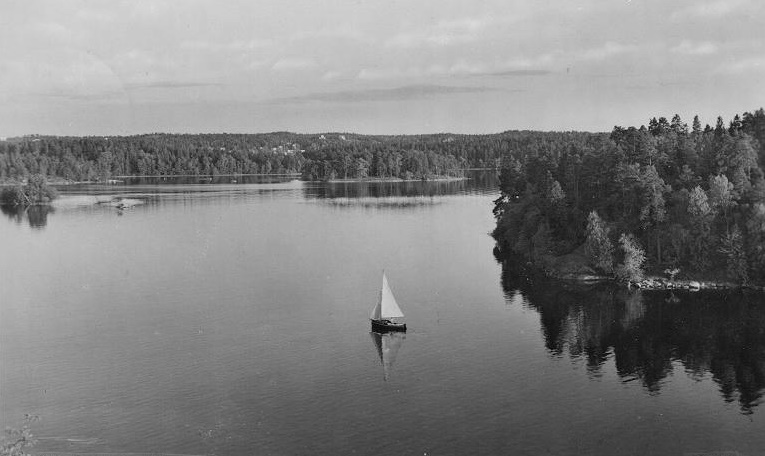
Vy från Ålsten över Mälaren på 1940-talet.

Ålstensskogen är ett natur- och friluftsområde med bevarad skogsmark som ligger i södra Bromma, västra Stockholm. Det ligger invid vattnet utefter Mälaren mellan stadsdelarna Smedslätten och Ålsten i Bromma.
Ålstensskogen är omgiven av två ängsområden, Solviksängen och Ålstensängen. Ålstensängen är ängen, som ligger mellan Ålstensgatan och Mälaren. Området är ca 50 hektar och det är ett längre sammanhängande och strandnära rekreationsområde som också används som strövområde. Ålstensskogen är det enda större grönområdet i södra Bromma. Där Ålstensskogen slutar vid Ålstensängen leder Ålstensgatan upp till 12:ans spårvagn.
Naturen i Ålstensskogen består av berg, morän och skog. Terrängen är kuperad. Alviksvägen löper igenom skogen, som delvis är bebyggd med villor på den norra sidan. Skogen gränsar till Djurklouvägen, Bergviksvägen och Brommastranden i Smedslätten på den östra sidan och till Brantstigen, Vallarestigen och Lusthusbacken i Ålsten på den västra sidan. Inom området ligger också Solviksbadet.

## Topografi
Landhöjningen har medfört att vattennivån var omkring åtta meter högre idag än vid vår tideräknings början. Stora delar av Bromma kom då ovanför vattenytan och sammanhängande land bildades. Högst upp i Ålstensskogen ligger hällområdet med blottad berggrund, i mitten ligger skogsområdet och längst ner ligger strandområdet. Utefter stranden finns en strandpromenad anlagd, där man från sydligt läge har utsikt över stora vattenytor.

## Vegetation

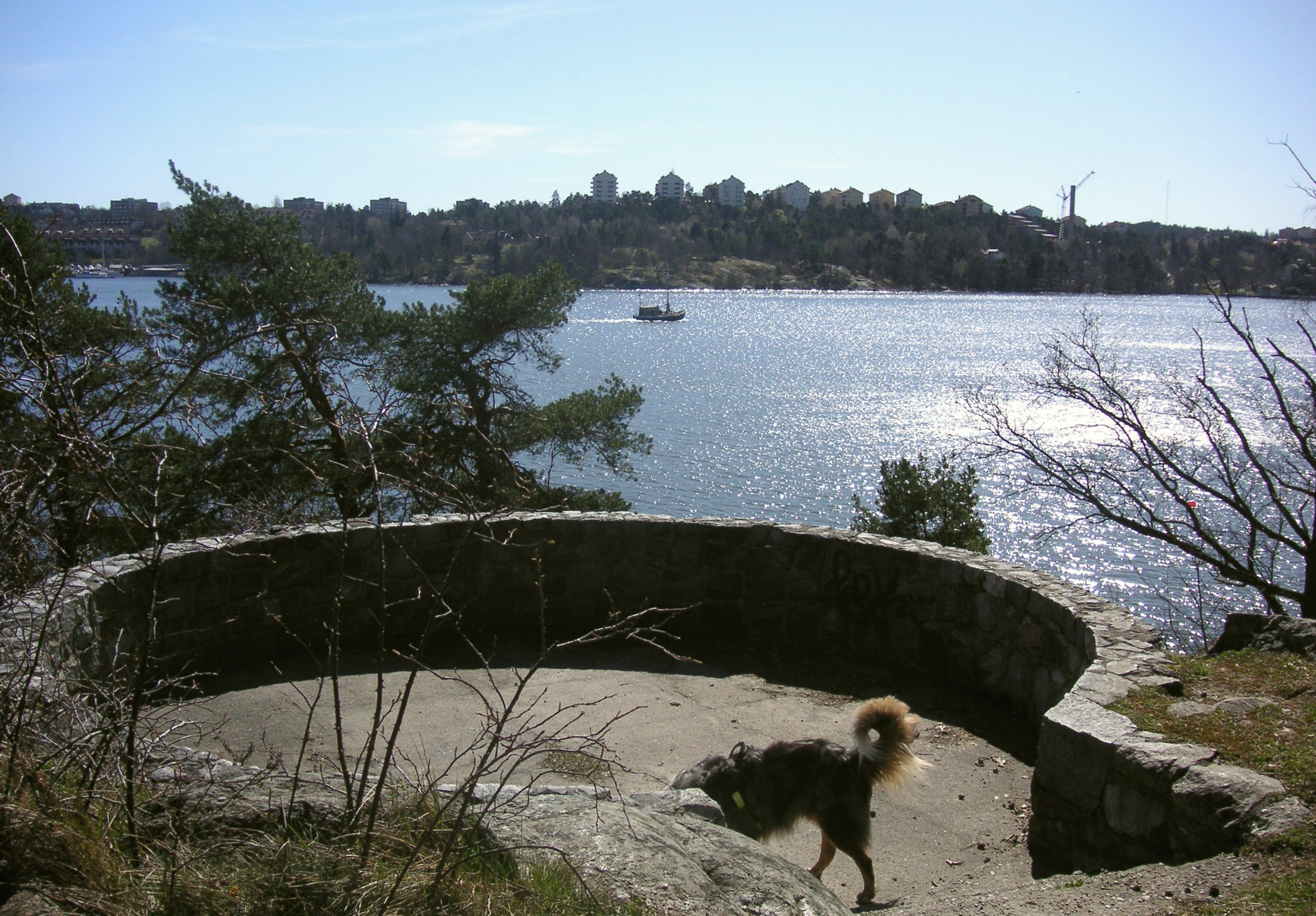
Rotundan med utsikt över Mälaren ligger öster om Solviksbadet, där man tidigare firade nationaldagen innan dagen blev helgdag år 2005.

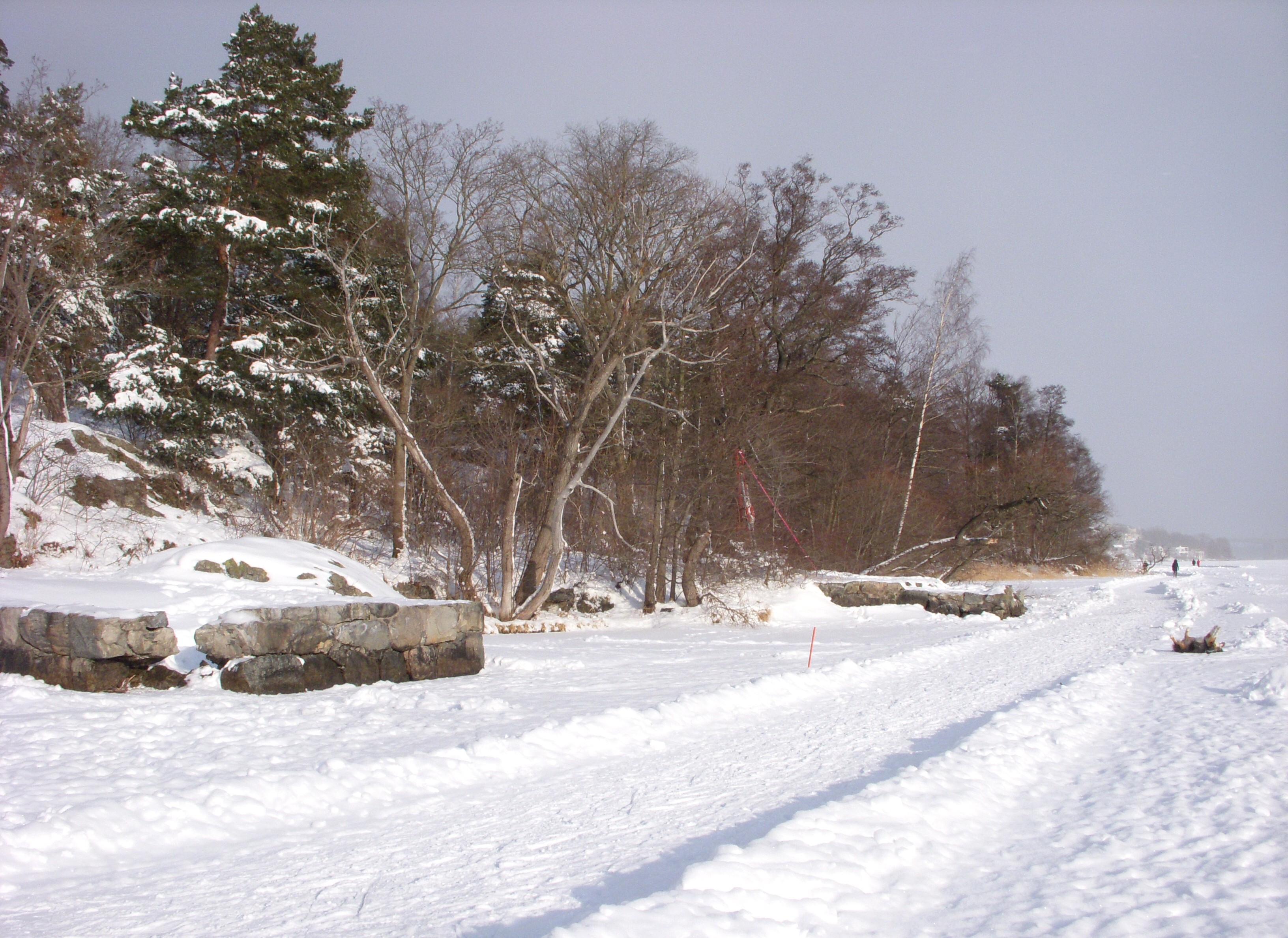
Ålstensskogen från Mälarens is, februari 2011.

Vegetationen i Ålstensskogen är av blandskogstyp. I skogen öster om Solviksbadet ligger en rotunda i sten med terrasser ner mot en stor stenbrygga. Där lade ångbåtarna till förr i tiden. Härifrån ser man de små holmarna på södersidan, och ut mot södra segelleden kan man skymta Kungshatt. Över glittrande vatten har man utsikt mot Essingeöarna, Gröndal och Mälarhöjden. Till höger uppe på utsiktsberget finns ett sumpmarksområde med ett litet kärr.
Från områdets högsta punkt har man en vacker utsikt över alla småholmarna utanför ålstenslandet. I hälltallskogen här växer det vackra tallar. Hällmarksskog eller hällmarkstallskogen är en nordisk vegetationstyp som växer på hällmark, det vill säga på urberg. Eftersom tallen dominerar trädskiktet kallas ofta vegetationstypen hällmarkstallskog. Tallarna rotar sig i sprickor mellan hällarna, men blir inte så höga som de brukar vara nere i skogsområdet.
Marken täcks av lavar och mossor, ljung, lingonris och mjölonris breder ut sig över hällarna. I skogsområdet finns tall och gran och under träden en vacker, grön matta av mossa. Här växer också blåbärsris och lingonris, vintergröna, örnbräken, ekorrbär, skogsstjärna, harsyra och liljekonvalje. I den branta backen längs Mälaren ned till ängen vid Ålstensgatan växer slån, hagtorn och vildtörne i skogsbrynet. Här växer också björk, asp och sälg.
Uppe på bergen i Ålstensskogen har man en vidsträckt utsikt över Ålstens gård belägen på höjden på Brantstigen 12. Uppifrån berget har man också fin utsikt över alla de gamla skärgårdsöarna i farleden, bl.a. Björnholmen, Tallholmen, Granholmen, Krankholmen och den stora Fågelön. Här går båtarna till Drottningholms slott och Birka på Björkö förbi.
Från Alviksvägen leder en liten sydlig avtagsväg ned genom Ålstensskogen till Solviksbadet. Badet var ett av Stockholms tidiga gemensamhetsbad. Det öppnades 1925 och under 1930-talet kompletterades det med enkla badhytter, varav några är kvar.
Ålstensskogen har också många slingrande strandstigar. Strandpromenaden från Solviksbadet leder fram till den öppna gräsytan, Ålstensängen, som till en del utgör förlängningen av Ålstensgatan.
Vid Rotundan i Solvik öster om Solviksbadet firades under ett tjugotal år, åren 1985-2006, Sveriges nationaldag, Svenska Flaggans Dag, traditionsenligt den 6 juni varje år med körsång, mässingsmusik,  gitarrspel och kaffekorgar för att här njuta av vacker utsikt. Detta var ett samarrangemang med Bromma hembygdsförening och Västerleds Trädgårdsstadsförening. Den 6 juni firades tidigare enbart som "svenska flaggans dag". 1983 fick dagen status som nationaldag och från och med år 2005 blev nationaldagen även en helgdag.

## Sommarstugor

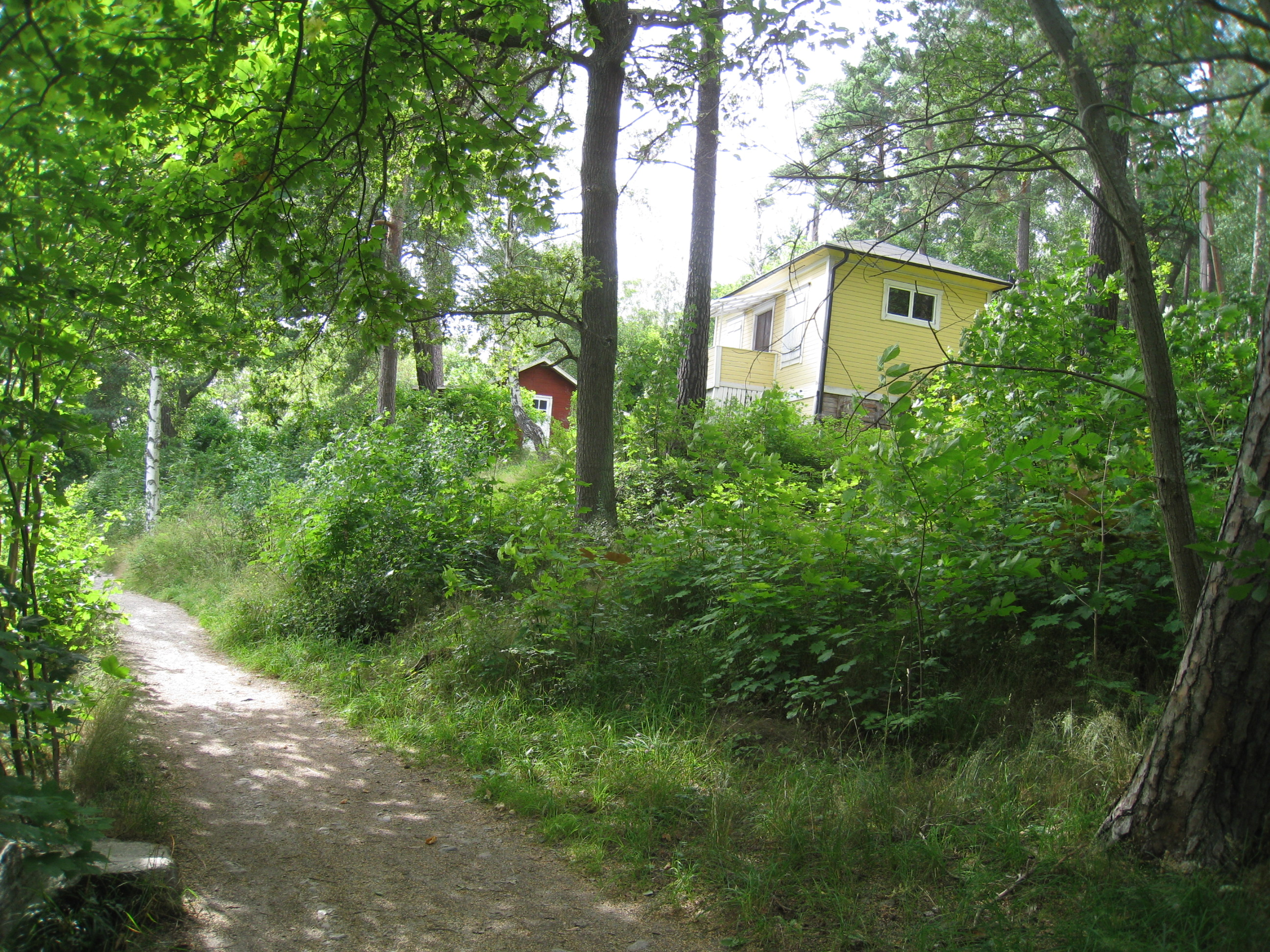
Sommarstugebebyggelse utmed strandpromenaden i Ålstensskogen.

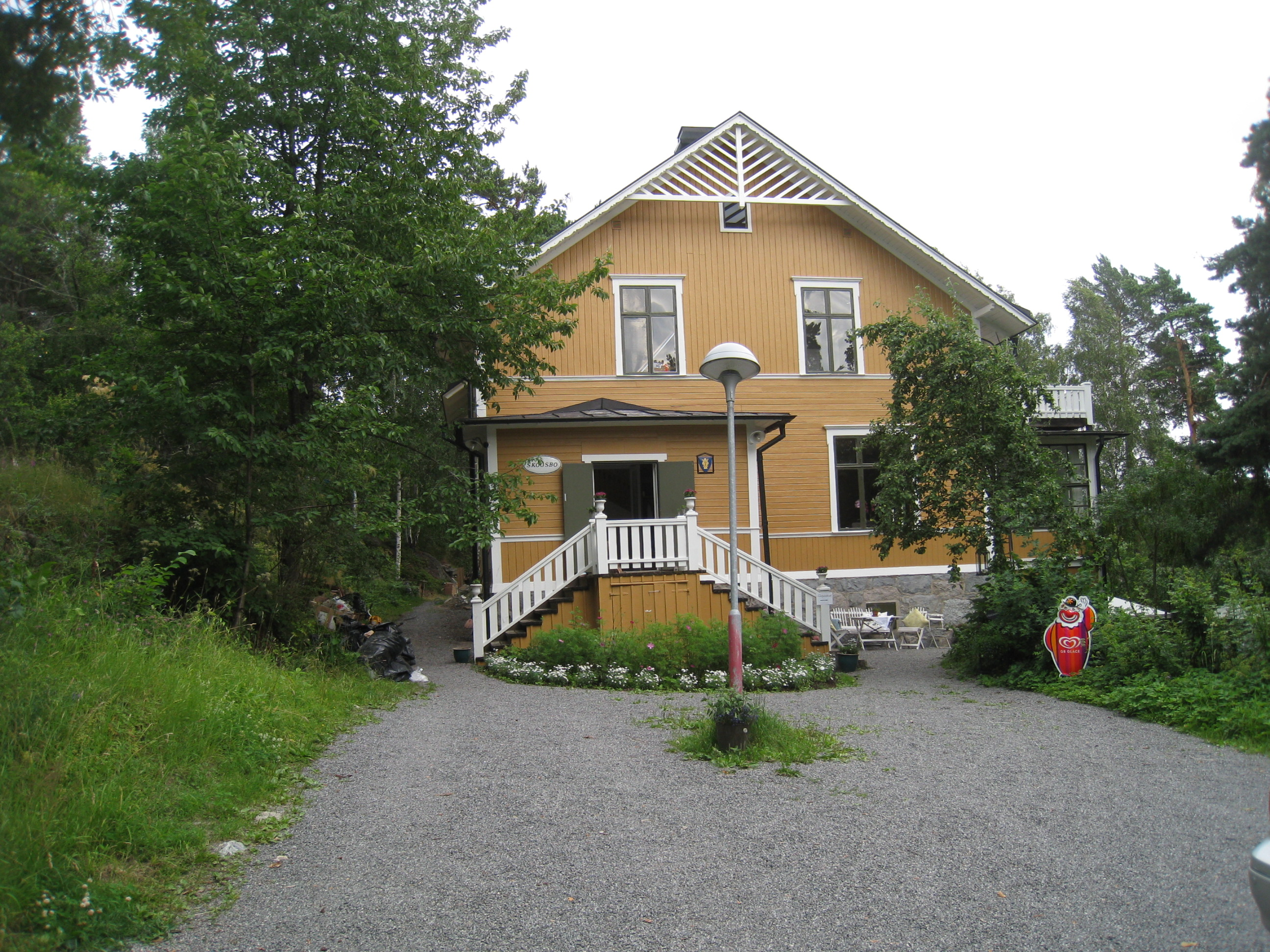
"Villa Skogsbo". Villan, som ligger i Ålstensskogen, byggdes av stadsingenjören Herman Ygberg 1911.

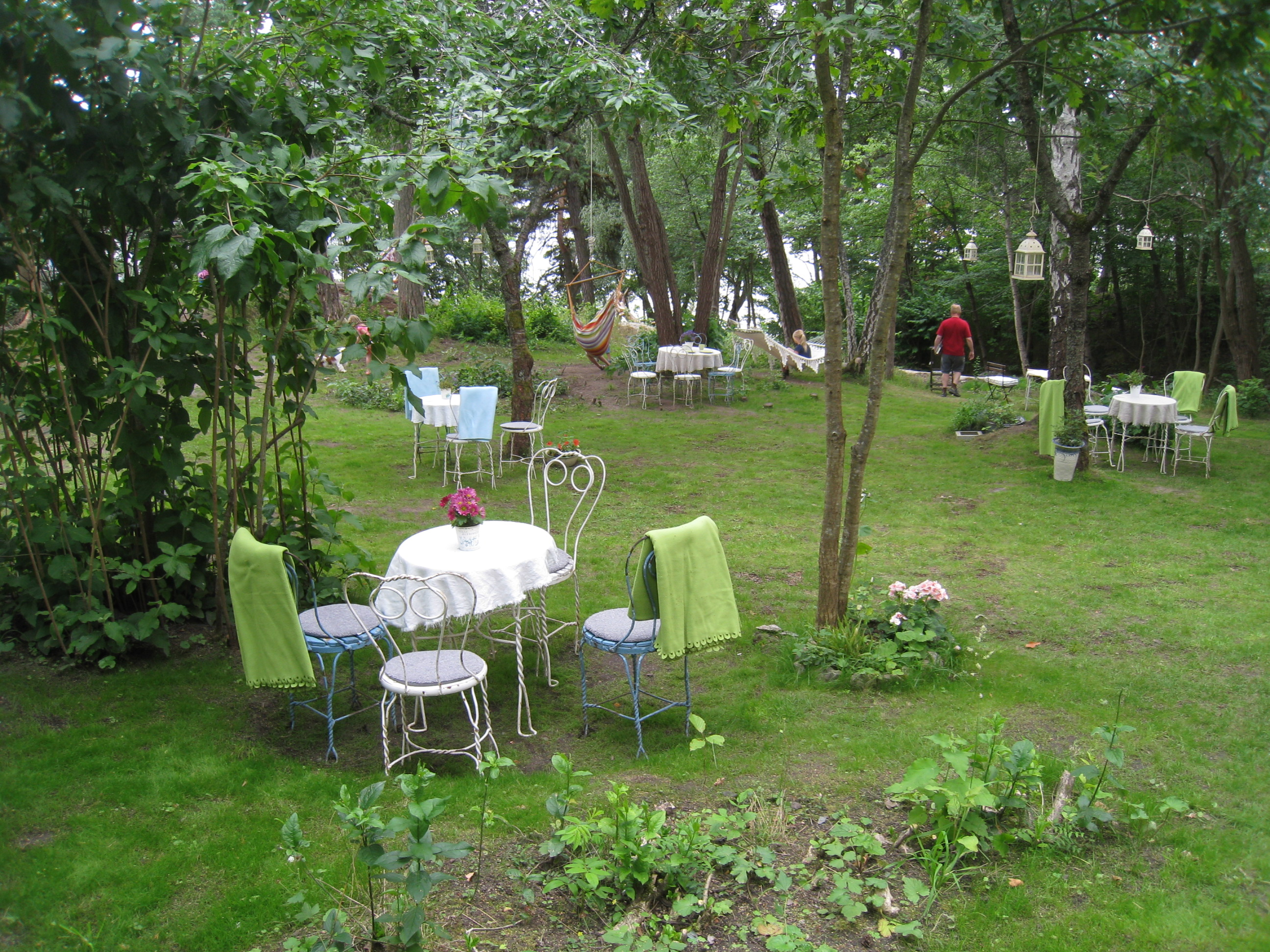
Skogsbo Café och Gårdsbutik vid Skogsbo Gård.

I Ålstensskogen låg sommarstugorna tätt. Redan i början av 1900-talet fanns flera sommarvillor. Solviksbadet öppnades 1925 av Stockholms fastighetskontor och var då det första mer ordnade gemensamhetbadet i Stockholm. Dessförinnan hade det varit platsen för Fanny Hirschs minne. Stiftelsen Fanny Hirschs minne hade således rehabiliterande verksamhet i en villa på den blivande Solvikstomten. Fanny Hirsch (1856-1880) gifte sig 1877 med ingenjören och filantropen Oscar Hirsch (1847-1931). Oscar Hirsch var med om att grunda Stiftelsen för gamla tjänarinnor 1883. Bland Oscar Hirsch donationer märks 100.000 kronor till ett vilohem för psykiskt sjuka, "Fannys minne" vid Äppelviken (vid Solvik, där Solviksbadet nu ligger) (1917). Ett hem för kvinnliga psykiskt sjuka grundande han 1919, Stiftelsen Fanny Hirschs minne. 1919 disponerade man en villa inom Solviksbadets område, och 1927 kunde man överta det Ygbergska Skogsbo, som innehöll en större och en mindre villa.
En del sommarvillor har brunnit ned, till exempel Annero. En sommarvilla, som finns kvar är Villa Skogsbo. Där bodde stadsingenjören Herman Ygberg i början av 1900-talet. Ygberg var ingenjör och stadsplanerare, och under åren 1884-1913 var han stadsingenjör i Stockholm.
När Ålstens gård förvärvades av Stockholms stad 1905 undantogs fastigheten Skogsbo i Ålstensskogen inom Smedslättens område som Herman Ygberg (1844-1917) själv köpte till sig och sin familj. Den stora gula trävillan med utsikt över Mälaren blev inflyttningsklar 1911. Under första världskriget bedrev den då pensionerade stadsingenjören grönsaks- och fruktodlingar och lantbruk. Nere vid Mälaren anlades två stenbryggor som fortfarande finns kvar. Även villan finns nästan oförändrad kvar. Efter Herman Ygbergs död 1917 kunde, som ovan nämnts, ingenjören Oscar Hirsch år 1927 låta "Stiftelsen Fanny Hirsch minne", ett konvalescenthem för kvinnliga psykiskt sjuka, som Oscar Hirsch grundade 1919, flytta in i Herman Ygbergs "Skogsbo", en större och en mindre villa. På 1970-talet var tomten och byggnaderna kursgård med mera för Sveriges scoutförbunds Stockholmsavdelning. Därefter användes villan som kursgård för Vuxenskolan under namnet "Skogsbo Hantverksgård". Idag används "Villa Skogsbo", som har adressen Ålstens Skogsväg 14, av Skogsbo Gård AB för uthyrning för fester, kurser, konferenser, föredrag och andra typer av möten och events. Under sommarsäsongen används villan som sommarcafé under namnet Skogsbo Café och Gårdsbutik.
För att minna om Ygbergs insatser för Stockholms stadsutveckling kallades 1924 en väg inom Smedslättens trähusbebyggelse efter honom. Herman Ygbergs väg går mellan Smedslättstorget och Klövervägen.

## Röse från yngre bronsålder

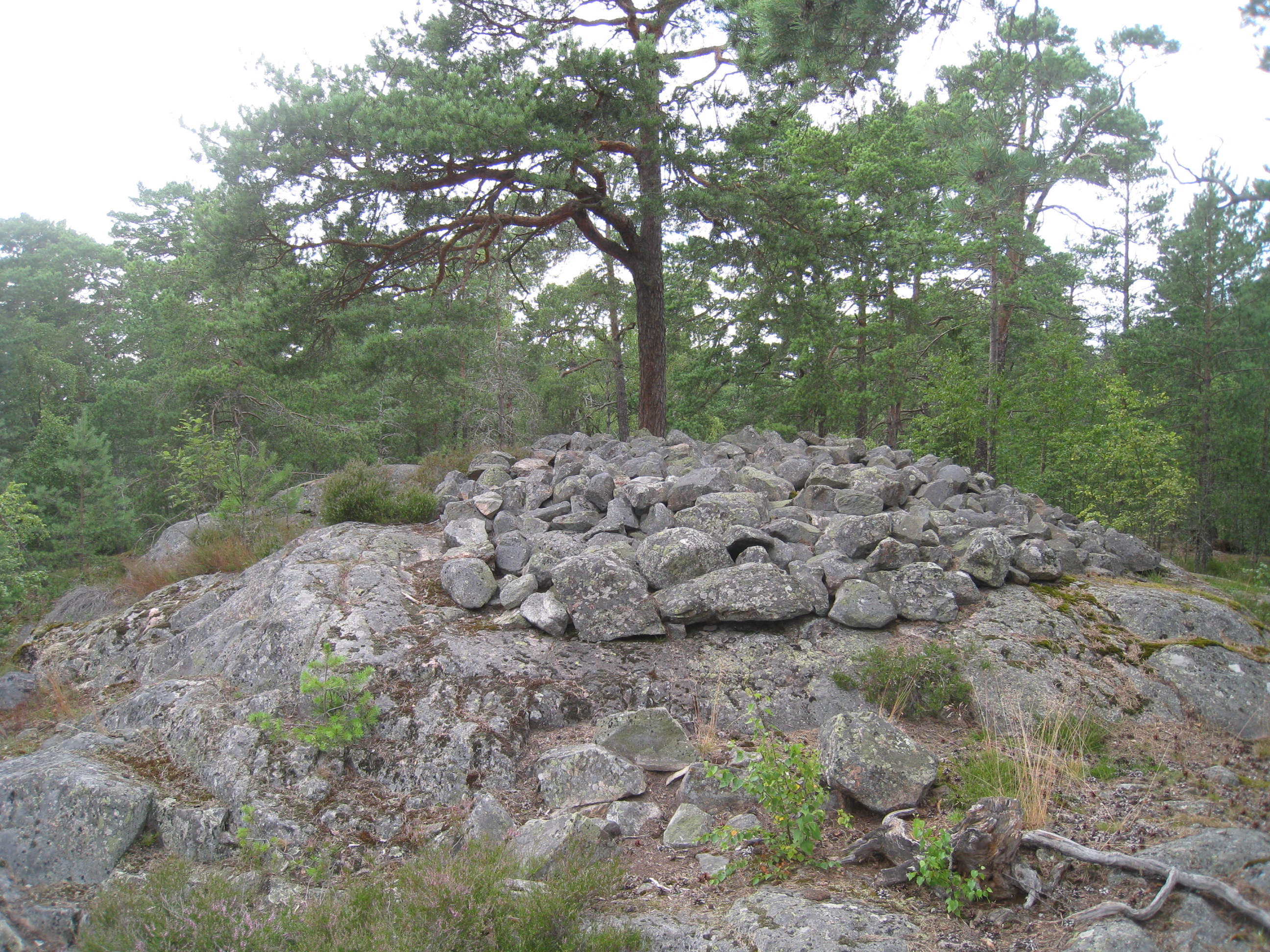
Bronsåldersröset i Ålstensskogen nordväst om Solviksbadet inom Smedslättens område. Till vänster på bilden sluttade berget ned mot havet. Ursprungligen anlades röset nära vattnet, vid Mälaren.

På en klippa i Ålstensskogen finns ett bronsåldersröse bevarat. Detta är den enda säkert kända bronsåldersgraven i Stockholm. Att röset är från bronsåldern bevisas av läget och höjden över havet. Det ligger på Ålstensskogens allra högsta bergstopp. Röset har ursprungligen varit betydligt större och högre, men har det delvis raserats. Röset (RAÄ 3) är 8 meter i diameter, 0,6 m högt och är beläget på ett krön av moränbunden bergrygg i Ålstensskogen nordväst om Solviksbadet. Röset ligger inom stadsdelen Smedslätten och kan dateras till yngre bronsålder (1100 f.Kr.-500 f.Kr.), liksom ett flertal andra fornlämningar i Smedslätten, bland annat Kämpakumlet på Aladdinsvägen 32. Ålstensskogens röse har inte utgrävts. Sannolikt är det tomt på fynd, eftersom föremål, även metall, troligen har vittrat sönder över tiden.
Vid gravrösets tillkomst låg det 15 meter över havet, mot 30 meter nu. Röset var tänkt att synas över vattnet. För 3000 år sedan gick vattnet ända hit upp och eftersom röset då, vid bronsåldern (1100 f.Kr.-500 f.Kr.), låg friare, syntes det säkert också över vattnet. Röset är inte utgrävt. Det var tänkt att synas över vattnet. Det har ett klart krönläge och en tydlig exponering ut mot öppet vatten. Sannolikt har det placerats på detta sätt som ett slags revirmarkering i forntiden. Ålstensröset utgör en grav för en person med viss status. Rösen i s.k. krönläge med god utblick över omgivande landskap brukar vanligen dateras till bronsålder. Bronsåldersrösen har placerats på bergskrön eller på åsryggar för att kunna ses vida omkring eller för att den döde skulle kunna "se" vida omkring.

## Vikingatida gravfält vid Ålstensängen
Alldeles i kanten av Ålstensskogen vid östra delen av Ålstensängen (RAÄ 2) ligger ett gravfält från yngre järnålder (550-1050 e.Kr.). När gravfältet anlades var Ålstensängen en vik av Mälaren. Gravfältet låg då endast några meter över Mälarens yta och kan nog dateras till vikingatid (800-1050 e.Kr.) På gravfältet finns minst 7 gravar, 4 runda och 3 rektangulära stensättningar. Det kan möjligen finnas några fler gravar i närheten. Den vikingatida gård, som använde gravfältet, låg antagligen på höjden väster om Ålstensängen. Inga spår finns dock bevarade av den. Ålstens gård är skriftligt belagd 1339 som Asunda. Gustav Vasa köpte gården 1544 och lät bygga en kungsgård nära krönet av Ålstensklippan. Stengrunden finns kvar i det nu bevarade huset på Brantstigen 12. Anlöpande skepp kunde i tidig vikingatid dras upp på den norra stranden – vid Alviksvägen – eller lägga till vid de västra och östra höjdsträckningarna. Senare grundades viken upp och tilläggsplatsen låg antagligen närmare mynningen.